# Un faune et sa famille avec un lion mort
Un faune et sa famille avec un lion mort est un tableau réalisé par le peintre allemand Lucas Cranach l'Ancien vers 1526. Cette huile sur panneau est une peinture mythologique qui représente un faune, sa compagne et leurs deux enfants nus devant un paysage à côté d'un lion mort. L'œuvre fait partie depuis 2003 des collections du J. Paul Getty Museum de Los Angeles, aux États-Unis.